# Пямалияха
Пямалияха — река в России, протекает по Пуровскому району Ямало-Ненецкого автономного округа. Начинается в небольшом озере на севере Пуровского района, течёт на юг по заболоченной местности. По участку верхнего течения проходит граница Пуровского и Надымского районов. Протекает через озеро Пямалито. В среднем течении по берегам реки расположены ягельники и произрастает сосновый лес. Впадает в озеро Пякуто на высоте 90,2 метра над уровнем моря. Длина реки составляет 62 км.

## Гидроним
Название происходит из лесного ненецкого языка, на котором звучит как  Пя’ маӆ" дяха и имеет значение 'река верхушек деревьев'.

## Хозяйственное освоение
В бассейне реки, между ней и рекой Нюча-Котутаяха, расположено Романовское нефтегазовое месторождение.

## Данные водного реестра
По данным государственного водного реестра России относится к Нижнеобскому бассейновому округу, водохозяйственный участок реки — Пур. Речной бассейн реки — Пур.
Код объекта в государственном водном реестре — 15040000112115300055028.